# Pyaar Diwana Hota Hai
Pyaar Diwana Hota Hai, hindi प्यार दीवाना होता है, urdu پیار دیوانہ ہوتا ہے, angielski Love Is Crazy - bollywoodzki film miłosny z 2002 roku wyreżyserowany przez Kirti Kumar. W rolach głównych Govinda i Rani Mukerji.

## Obsada
- Govinda – Sunder
- Rani Mukerji – Payal Khurana
- Apurva Agnihotri – Vikram
- Om Puri – Dr. S. Puri
- Smita Jaykar – pani Khurana
- Deepak Tijori – Riaz
- Johnny Lever – Paresh Chaval (Painter)
- Farida Jalal – p. Chaudhary
- Rambha (gościnnie)